# Karlík a továrna na čokoládu
Karlík a továrna na čokoládu (v originále Charlie and the Chocolate Factory) je dětská kniha britského autora Roalda Dahla z roku 1964. V roce 1972 napsal Roald Dahl pokračování Karlík a velký skleněný výtah. Plánované třetí pokračování už nedokončil.
Kniha byla vydána poprvé ve Spojených státech roku 1964, ve Velké Británii pak vyšla v roce 1967. V češtině byla poprvé vydána v roce 1971 v překladu Jaroslava Kořána. Pro další vydání přebásnil písně Umpa-lumpů Pavel Šrut.

## Vznik knihy
Příběh malého Karlíka v neobyčejné továrně na čokoládu byl inspirován Dahlovými zkušenostmi z dětství. Ve 20. letech 20. století probíhal v Anglii konkurenční boj mezi dvěma největší výrobci čokolády – Cadbury a Rowntree's. Například Cadbury posílala testovací balíčky se svými novými výrobky dětem do škol a na oplátku žádala jejich hodnocení čokoládových novinek. Obě firmy se snažily vzájemně ukrást tajné výrobní postupy. Vysílaly také špehy, kteří se nechali zaměstnat v konkurenční továrně a naopak vynakládali velké úsilí na ochranu svých vlastních receptů. Právě tajnůstkaření a složité výrobní procesy s komplikovanými výrobními stroji se staly Dahlovou inspirací pro vytvoření příběhu o Wonkově továrně.
V první verzi měl příběh deset hrdinů – deset zlobivých dětí, které vyhrály vstupenku do Wonkovy továrny, ale poté, co tento námět zkritizoval Dahlův synovec, dostal příběh dnešní podobu.

## Příběh
Kniha vypráví příběh malého chudého chlapce Karlíka Bucketa, který žije v malém domečku na okraji velkého města se svými rodiči a čtyřmi prarodiči upoutanými na lůžko. Karlík je bystrý a dobrosrdečný kluk, který miluje svou rodinu. Také má rád sladkosti, ale protože jeho rodina je velmi chudá, dostává jen jednu čokoládu za rok – k narozeninám.
Blízko Karlíkova domečku sídlí obrovská továrna na čokoládu vlastněná panem Willy Wonkou.
Wonka je největší a nejvynalézavější výrobce čokolády a sladkostí. Vyrábí všechny druhy úžasných a lahodných cukrovinek včetně těch, které se zdají být neuvěřitelné (například zmrzlina, která se nerozpouští, nebo žvýkačka, která nikdy neztrácí svou chuť). Také vyrobil pro indického prince obrovský palác celý z čokolády, jenž se brzy nato rozpustil.
Kvůli špiónům z konkurenčních továren Wonka před mnoha lety svou továrnu uzavřel, ale brzy nato ji znovu spustil, přesto do továrny nechodili žádní dělníci.
Nyní se rozhodl učinit překvapivý krok a skrze loterii opět ukázat svou továrnu veřejnosti. Pět Wonkových čokolád ukrývá Zlatý kupón, který svému nálezci a jednomu nebo dvěma členům jeho rodiny umožní návštěvu továrny s osobním doprovodem samotného Wonky.
Výherci prvních čtyř kupónů jsou tlustý hltoun August Gdoule (Augustus Gloop), rozmazlená Veruka Saltini (Veruca Salt), přebornice ve žvýkání Fialka Garderóbová (Violet Beauregarde) a televizní maniak Miki Telekuk (Mike Teavee).
Karlíkova jediná narozeninová čokoláda žádný kupón neobsahovala, ale díky šťastnému zázraku, kdy vyhladovělý po cestě do školy najde na ulici dolar a koupí si dvě čokolády a v té druhé objeví poslední kupón a spolu se svým dědečkem Pepou a ostatními výherci se vydává na prohlídku továrny. Během prohlídky odpadnou ostatní čtyři děti, když spolu se svými rodiči podlehnou svým zlozvykům, jediný Karlík se stále chová slušně, za což jej Wonka odmění tím, že mu v dospělosti předá svou továrnu, aby se o ni staral, neboť sám nemá žádné dědice. Skleněným výtahem doletí pro zbytek Karlíkovy rodiny a přestěhují je k panu Wonkovi.

## Filmové zpracování
Kniha byla poprvé zfilmována v roce 1971 v muzikálu Pan Wonka a jeho čokoládovna (Willy Wonka & the Chocolate Factory) s Gene Wilderem v hlavní roli. Další filmová adaptace byl film Tima Burtona Karlík a továrna na čokoládu (Charlie and the Chocolate Factory) z roku 2005, ve kterém hlavní postavu majitele čokoládovny ztvárnil Johnny Depp.